# 孔傑榮
孔傑榮（英語：Jerome Alan Cohen，1930年7月1日—），音譯傑羅姆·艾倫·柯恩，是美國的中國及東亞法律專家。他是前哈佛大學法學院副院長，現任紐約大學法學院教授暨亞美法研究所共同主任，同時也是外交關係協會兼任資深研究員、寶維斯律師事務所資深顧問。
他抵達中國大陸時正值文革批孔運動高潮；為了避免不必要的麻煩，從那時候開始他在中國大陸地區慣用的中文名為柯恩。

## 生平
孔傑榮於1930年出生在美國紐澤西州，父親是一個地方政府檢察官。1947年進入耶魯大學就讀。1951年以Phi Beta Kappa學生聯誼社成員身份畢業後，他接受福布萊特計劃的資助到法國研究國際關係。一年後，回到耶魯大學繼續攻讀學位，並於1955年獲得法學博士。在耶魯期間，他曾擔任《耶魯法律雜誌》的主編。1955至1956年，他先後在最高法院首席大法官厄爾·沃倫及大法官費利克斯·弗蘭克福特的手下當書記官。
1959年，孔傑榮到柏克萊加州大學法學院裡任教。期間，洛克菲勒基金會請他代為徵求一位能接受四年贊助，研究中國問題的學者。由於一直沒有適合的候選人出現，於是孔決定毛遂自薦。他開始學習中文，但是在當時美國人不准進入中國的情況之下，他只好到香港，在那裡訪問從中國大陸逃出來的難民，請教一些有關中國刑事訴訟程序的問題。後來他根據這些訪問記錄完成了他的第一本著作：《中華人民共和國刑事訴訟程序：1943－1963》。
1964年，孔被聘為哈佛大學法學院教授，他在那裡前後待了17年，創立了學校的東亞法律研究會。這段期間，他不時主張與中國實現關係正常化。1972年，孔傑榮以美國科學家聯盟訪問團團員的身份，終於進入中國大陸，並見到了中國總理周恩來。1977年，他陪同參議員泰德·甘迺迪到北京，會見了鄧小平。
1972年，孔成為第一批訪問北韓的美國學者之一。1973年8月，他曾協助拯救被綁架的金大中。金後來在1997年成為大韓民國總統，並於2000年獲得諾貝爾和平獎。
1979年中國改革開放之後，對外國投資者而言，孔傑榮稀有的中國法律專業使他成為搶手的人物。1980年他獲得了一個前所未有的機會可讓他在中國生活且發展所長，於是他向哈佛大學請了年假，到北京向商務官員教授美國的合同法。次年，當假期即將結束時，他決定留在中國並進入寶維斯律師事務所工作。
1989年六四事件爆發，寶維斯關閉了其香港辦公室，孔傑榮也回到美國並在1990年受聘為紐約大學法學院教授，同時擔任寶維斯律師事務所的資深顧問。後來他在紐約大學成立了亞美法研究所，致力於促進整個亞洲的法治發展。

## 人權工作
孔傑榮在一生中對提倡人權一直努力不懈。除了關注中國的法律改革，在推動釋放政治犯方面也產生了積極的作用。他也經常在《南華早報》的雙週專欄裡評論有關中國大陸和台灣的人權問題。
2012年，他協助逃離軟禁的中國維權運動人士陳光誠到美國紐約大學就讀。

## 與台灣的關係
孔傑榮在台灣的影響力相當大，中華民國總統馬英九在哈佛大學深造時是他的學生，馬的夫人周美青亦曾是他的人權事務研究助理。1985年，孔在台灣政治犯呂秀蓮被釋放的過程中發揮了關鍵作用——呂在哈佛大學求學時亦是他的學生，後來成為中華民國副總統。
此外，在1985年江南案發生後，他曾義務代表劉宜良（即江南）的遺孀到台灣出庭。於訴訟的期間，他認為光是將兇手——也就竹聯幫分子陳啟禮等人——定罪是不夠的；他認定中華民國政府必定直接參與了這次陰謀，且必須為之負責。後來證明他是對的，中華民國國防部情報局局長及其屬下相關人等也被逮捕並判刑入獄。
2008年，中華民國前總統陳水扁因貪污及洗錢案入獄，孔傑榮雖對陳及其的家人牽涉的金額感到「噁心」，但是他也認為此案也反映出臺灣過渡中的法律體制之部分缺失——法院該在保證他不會逃跑的條件下釋放他，也要保證他有適當的機會為自己辯護。不過，馬英九隨後也公開澄清對陳水扁的司法羈押並無不當。
2019年3月27日，孔傑榮出席台北經濟文化辦事處紀念台灣關係法40週年活動，提出：美國國務院對於台灣總統、副總統與行政院長只能過境美國不能正式造訪，以及外交部長與國防部長造訪美國不能接近華盛頓哥倫比亞特區等限制太嚴格也沒有必要；台北經濟文化辦事處應該正名為「台灣經濟文化辦事處」。

## 對美國人權的觀點
2021年3月中美高层阿拉斯加会谈，中共中央政治局委員兼中央外事工作委員會辦公室主任楊潔篪以“黑人的命也是命”等为证据，斥责美国的人权纪录、制度性不平等。孔傑榮说，如果外国对美国人权的批评是基于事实，“我们必须学会接受和回应”，美国不应回避短处，“难道像中国那样钳制公众讨论和建议的做法会更好吗”。

## 對港區國安法的觀點

### 駁斥陳弘毅的社會契約論
香港基本法委員會委員、香港大學法律學院法學教授陳弘毅在留學美國期間曾經師從孔傑榮，所以孔傑榮是陳弘毅的老師。2020年7月4日，陳弘毅在香港電台節目《香港家書》的專訪中稱剛於7月1日生效的《港區國安法》可理解為中央政府為繼續實施一國兩制而提出新的「社會契約」，只要市民日後的言行不再跨越《港區國安法》條文設定的底線，便無須動用法例進行檢控和判刑，一國兩制可以重新上路，孔傑榮於翌日駁斥陳弘毅的「社會契約論」。孔傑榮稱每位法律系教授都應該知道契約要由雙方自願簽訂，《港區國安法》卻是中共秘密起草，而且條文極為含糊，所以《港區國安法》絕不可能是契約，而是「無商量餘地的政治、社會勒令」（non-negotiable political and social diktat），這無異於告訴香港人，只要跟從中央意思便安然無恙，甚至得到快樂。孔傑榮認為香港人最終會失去自由，再無發聲權利。

### 發文指香港司法體系漸近中國大陸
孔傑榮在2021年2月發文指《香港國安法》預設不准保釋的條款，已被應用於香港本地的一般案件，而不再局限於國安法被告；孔傑榮指黎智英在其國安案被終審法院撤銷保釋翌日，網台D100主持人尹耀昇因無關國安法的洗黑錢案被提堂，香港裁判法院總裁判官蘇惠德卻援引黎智英國安案案例拒絕其保釋申請，孔傑榮指這反映即使在無關國安法的一般香港案件中，被告也越來越難獲得審前保釋，變相使被告未被定罪前便要長期入獄還押，並認為香港司法體系正逐漸接近視審前保釋視為特例的中國大陸。

## 家庭
孔傑榮的妻子瓊·柯恩是畢業於史密斯學院的藝術史學士。兩人育有三子。

## 著作
- 越南投資法規（Investment Law and Practice in Vietnam）。朗文，1990年。
- 中華人民共和國合同法（Contract Law of the People's Republic of China）。朗文，1988年。
- 中華人民共和國與國際法（People's China and International Law）。普林斯頓大學出版社，1974年。
- 中華人民共和國刑事訴訟程序導論：1943-1963年（The Criminal Process in the People's Republic of China, 1949-63: An Introduction）。哈佛大學出版社，1968年。